# Shanghai Blues
Pour le téléfilm de Fred Garson, voir Shanghai blues, nouveau monde.
Pour plus de détails, voir Fiche technique et Distribution.
Shanghai Blues (Shang Hai zhi yen) est un film hongkongais réalisé par Tsui Hark, sorti en 1984.

## Synopsis
L'histoire d'amour d'une chanteuse et d'un violoniste à Shanghaï, durant la guerre. Séparés, ils ont à nouveau l'occasion de se croiser quelques années plus tard.

## Fiche technique
- Titre : Shanghai Blues
- Titre original chinois simplifié : 上海之夜 ; pinyin : Shanghai zhi yen
- Titre cantonais : 上海之夜
- Réalisation : Tsui Hark
- Scénario : Chan Koon-chung, Szeto Chuek-hon et Raymond To
- Pays d'origine : Hong Kong
- Format : Couleurs - 1,85:1 - Mono - 35 mm
- Genre : Drame
- Durée : 103 minutes
- Date de sortie : 1984

## Distribution
- Kenny Bee : Tung Kwok-man
- Sylvia Chang : Shu-Shu
- Sally Yeh :
- Fung Ging-man : Homme riche
- Fung Hark-on : Ma

## Distinctions
- Festival des 3 Continents 1985 : prix spécial du jury